# Alexander Lechleuthner
Alexander Lechleuthner ist ein deutscher Arzt (Chirurg und Rettungsmedizin). Er ist Ärztlicher Leiter des Rettungsdienstes der Stadt Köln, Professor an der Technischen Hochschule Köln und Leiter des dortigen Instituts für Rettungsingenieurwesen und Gefahrenabwehr. 

## Werdegang
Alexander Michael Lechleuthner studierte an der Ludwig-Maximilians-Universität München (LMU) Medizin und Biologe und an der TU München Chemie. Im Jahr 1986 wurde er zum Dr.med. promoviert und 1987 zum Dr.rer.nat. im Fach Anthropologie und Humangenetik. Von 1986 bis 1987 war er als wissenschaftlicher Assistent an der Anatomischen Anstalt der LMU tätig. Von 1988 bis 1994 absolvierte er die Weiterbildung zum Facharzt für Chirurgie bei Hans Troidl am II. Chirurgischen Lehrstuhl der Universität zu Köln im Klinikum Merheim. Im Oktober 1994 wurde er zum Ärztlichen Leiter des Rettungsdienstes der Berufsfeuerwehr der Stadt Köln ernannt.
Seit 2005 ist Alex Lechleuthner nebenamtlicher Professor an der Technischen Hochschule Köln. Dort leitet er das Institut für Rettungsingenieurwesen und Gefahrenabwehr. Seine Forschungsschwerpunkte sind Organisationsforschung und Qualitätsmanagement in Rettungsdienst und Notfallmedizin, Großschadensereignisse.

## Mitgliedschaften
Alexander Lechleuthner ist Vorstandsmitglied im Bundesverband der Ärztlichen Leitungen Rettungsdienst Deutschland. Im März 2024 wurde er zum Mitglied des Expertenrates Gesundheit und Resilienz der Bundesregierung berufen.

## Auszeichnungen (Auswahl)
- Deutscher Preis für Notfallmedizin (2020)[10]